# TPG 3
A TPG 3 modern, precíz mesterlövészpuska, amelyet a német Unique Alpine AG vállalat fejlesztett ki. A fegyver a mesterlövészpuskákra jellemző módon forgó-tolózáras, és többféle kaliberben gyártják: .338 Lapua Magnum, .300 Winchester Magnum, .308 Winchester lőszerekhez készülnek a fegyverek. A TPG-3 esetében megvalósításra kerültek olyan szempontok is, mint a súlycsökkentés és a találati eredmények csőcserét követő következetes ismétlési pontossága is.
A Unique Alpine TPG 3 mesterlövészpuskát a HM Arzenál Elektromechanikai Zrt. kiskunfélegyházi gyárában is gyártják, és a Magyar Honvédség is rendszeresíteni fogja.